# IBM i
IBM i är ett i raden av namn på IBMs minidatoroperativsystem som tidigare var känt som OS/400 och i5/OS.

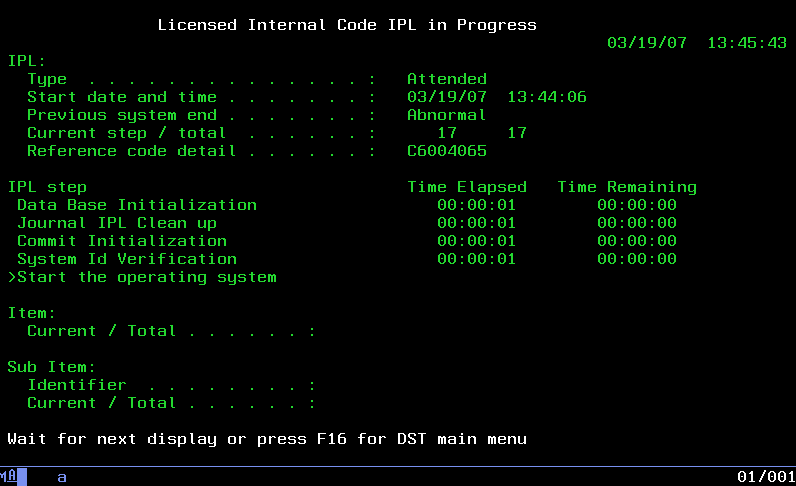
System i-IPL av i5/OS Version 5.3 från tape

i är ett 128-bitars objektorienterat operativsystem som körs på Power-maskiner från IBM. Inbyggt i i finns bland annat DB2, Websphere och Java.
i är plattformsoberoende och har redan flyttat från en CISC-cpu till RISC-baserade PowerPC, bytet av hårdvaruarkitektur påverkade inga program som körs på systemet då de körs mot ett virtualiserat hårdvarulager.
De olika delarna i systemet som gör det möjligt är TIMI, Technology-Independent Machine Interface, som sitter ovanpå SLIC, System Licensed Internal Code, som i sin tur är den kod som körs på den fysiska hårdvaran. i5/OS själv ser bara den hårdvara TIMI presenterar. Vid bytet från CISC till RISC behövdes alltså SLIC skrivas om helt och TIMI:s interface mot SLIC fick modifieras. Alla program i i5/OS exekveras mot TIMI och berördes därför inte av förändringen av hårdvaruarkitektur. Java som kom långt senare använder samma idéer.
i stöder både SMP och NUMA och använder internt 128-bitarsadressering.
Objektorientering i i är så långt dragen att det rent praktiskt inte finns några filer i systemet, bara objekt. Allt minne i maskinen, vare sig det är fysiskt RAM-minne eller diskutrymme hanteras och adresseras likadant. Objekt i systemet är antingen permanenta eller temporära, permanenta objekt (vanligtvis delar av operativsystemet) raderas aldrig och återfinns alltid på samma adress i minnet. Om ett permanent objekt blir ersatt, till exempel vid en uppgradering eller vid installation av en fix (i i5/OS-termer en PTF, Program Temporary Fix), finns det gamla objektet kvar på samma adress i minnet men med en markering att det är föråldrat och en pekare till det nya permanenta objektet.
Temporära objekt har förstås ingen sån hantering. Föråldrade permanenta objekt kan rensas ut så man kan använda minnesadresserna igen men med 128-bitarsadressering är det knappast nödvändigt att göra det, risken att adresserna tar slut är i praktiken obefintlig.
System i och i används övervägande av ekonomiavdelningar som kör applikationer som Movex.
Har man installerat ett servicemodem på sin System i kan i automatiskt ringa upp IBM:s Felanmälan och rapportera om eventuella problem maskinen upplever.
Andra saker som stöds i i:
- Unicode
- Virtualisering
  - Möjlighet att köra flera instanser av i5/OS på samma maskin
  - Möjlighet att köra Linux och AIX
- Stöd för 1 TeraByte minne per process
- C2-säkerhetscertifiering
- Inbyggd webbserver med SSL-stöd

Den senaste versionen av IBM i är 7.4

## Uppstart
i5/OS kan startas (IPLa, boota) på 4 olika sätt som kallas A, B, C respektive D. Vilket sätt man vill starta systemet på angavs på äldre system med en fysisk nyckel men nås numera via panelen på maskinen eller via konsolgränssnittet. Startar man på A-sidan får man upp i5/OS så som det först installerades på maskinen, om man har problem med systemkrascher kan man alltså enkelt återgå till ruta ett för att åtgärda felet. En start på B-sidan är det normala för produktionssystem. Här går systemet upp med de fixar och program man lagt på systemet sedan installation. C-sidan används bara för diagnostik. En start på D-sidan betyder att man vill starta systemet från annat media än hårddisk, till exempel cd, dvd eller band. D-sidan används vid installationen av i5/OS och vid återskapande av kraschade system.
Alla sätten att starta på ovan kan också göras steg för steg (Manual) eller utan användarintervention (Normal). Även detta väljs via maskinens panel eller konsolgränssnittet.